# Dolmar

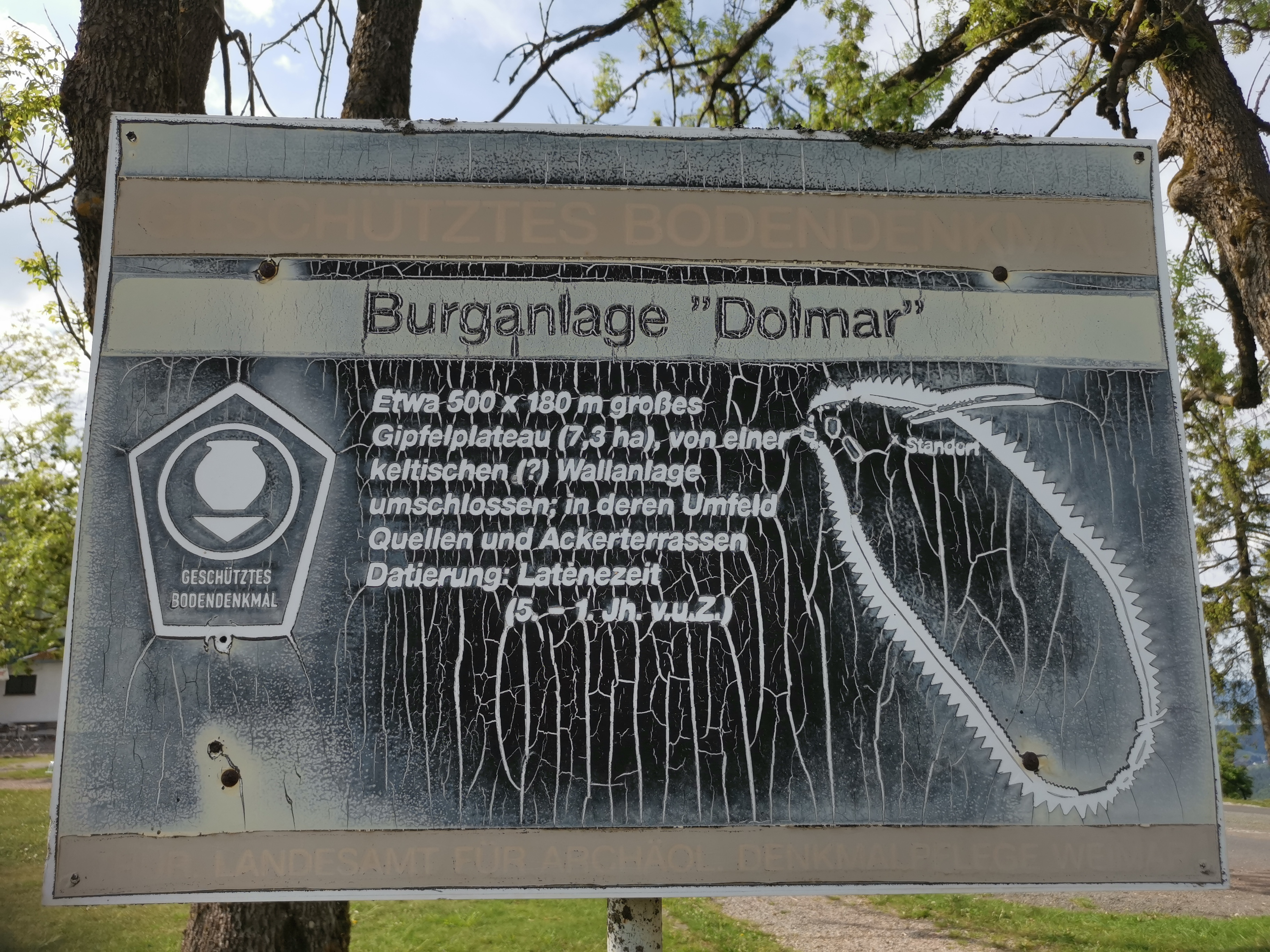
Burganlage Dolmar

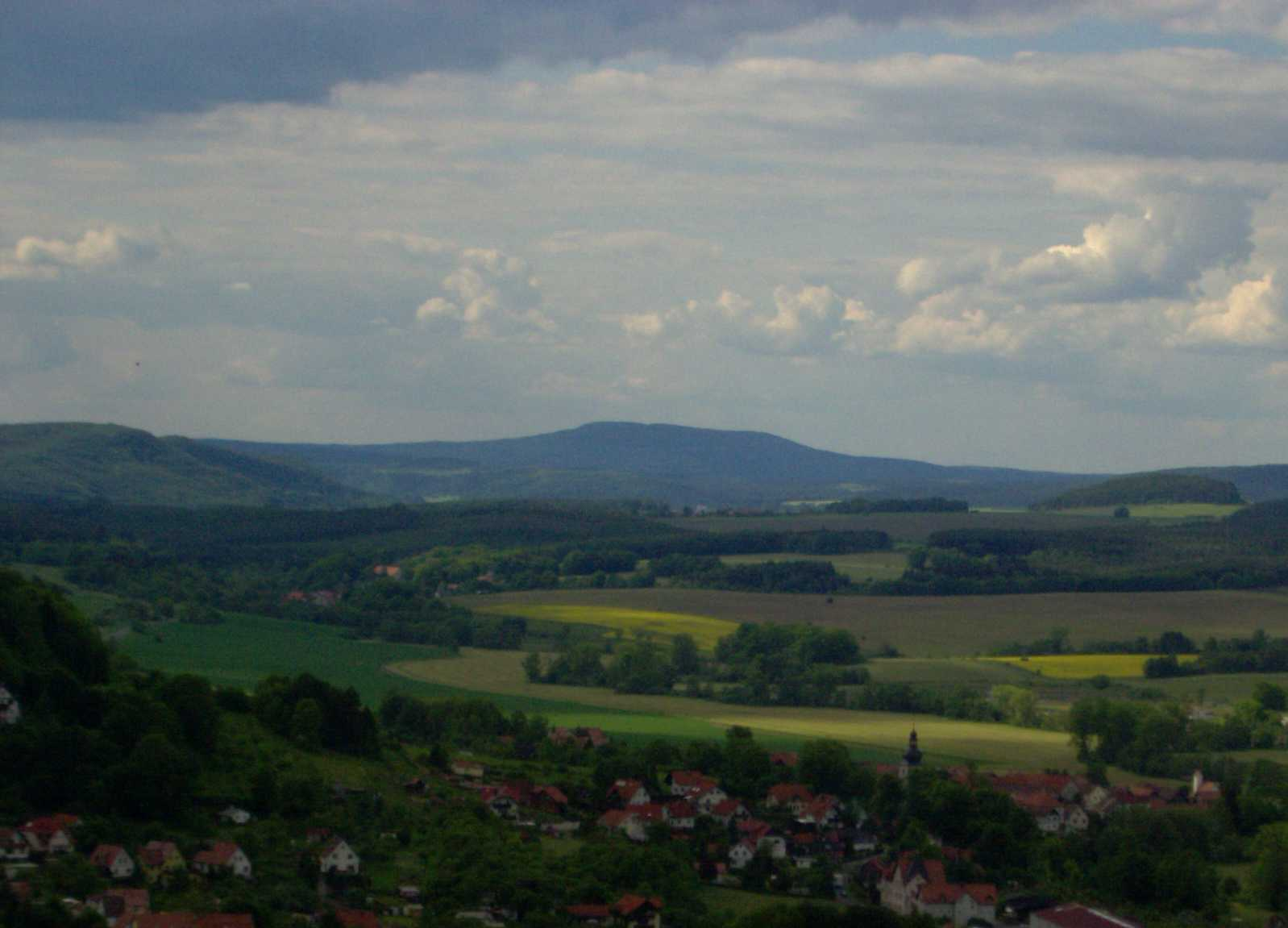
Blick vom Hildburghausener Stadtberg nordwestwärts zum Dolmar

Der Dolmar ist ein 739,6 m ü. NHN hoher erloschener Vulkan der Werra-Gäuplatten etwa 2 km nordwestlich von Kühndorf im thüringischen Landkreis Schmalkalden-Meiningen.
Der Berg bildet als geologischer Ausläufer der Rhön eine Singularität in den nördlichen Werra-Gäuplatten, die zwischen der Rhön im Südwesten und dem Thüringer Wald im Nordosten liegen. Er ist Namensgeber der Verwaltungsgemeinschaft Dolmar-Salzbrücke und des Unternehmens Dolmar, dem ersten Hersteller von Benzin-Motorsägen. Auf ihm befinden sich Ringwallspuren, das Charlottenhaus und das Ultraleichtfluggelände Dolmar. Früher wurde Basalt abgebaut.

## Geographie

### Lage
Der Dolmar erhebt sich etwa 7,5 km nordnordöstlich der Kernstadt von Meiningen und breitet sich überwiegend im Gemeindegebiet des rund 2 km südlich des Gipfels liegenden Kühndorf aus. Nördlich des Berges liegt Christes, östlich Schwarza, südwestlich Helba (Stadtteil von Meiningen) und Utendorf, dessen Gemeindegebiet bis auf die unteren Teile der Bergwestflanke reicht, und nordwestlich Metzels.

### Naturräumliche Zuordnung
Der Dolmar bildet in der naturräumlichen Haupteinheitengruppe Mainfränkische Platten (Nr. 13), in der ehemaligen Haupteinheit Werra-Gäuplatten (138) und in der Untereinheit Westliche Werra-Gäuplatten (1382.0) eine Singularität. Nach Nordosten leitet die Landschaft in das Südliche Vorland des Thüringer Waldes über.

### Fließgewässer und Schutzgebiete
Etwas nordöstlich vorbei am Dolmar fließt das durch die Diemerau gespeiste und von Christes kommende Christeser Wasser, das in Schwarza in die Schwarza mündet. Diese wird unterhalb der Ortschaft vom auf der Südostflanke des Berges entspringenden Moosbach gespeist. Südwestlich des Berges fließt durch Helba die Helba. Nordwestlich entspringt bei Metzels ein kleiner Bach, der durch das Drachental fließt und den Wallbach speist. Helba und Wallbach sind Zuflüsse der etwas westlich des Berges fließenden Werra.
Auf dem Dolmar liegen das Naturschutzgebiet Westhang des Dolmar (CDDA-Nr. 344842; 2005 ausgewiesen; 4,5489 km² groß) und Teile des Fauna-Flora-Habitat-Gebiets Dolmar und Christeser Grund (FFH-Nr. 5328-306; 10,49 km²).

## Geschichte

### Frühgeschichte
Auf dem Dolmar deuten Gräberfunde aus der Bronzezeit auf frühe Besiedlung (2000–100 v. Chr.) hin. Dies gilt auch für Spuren von Ringwallanlagen, deren sichtbare Reste zu den größten und wichtigsten keltischen Bodendenkmalen der Neuen Bundesländer gehören. Auf der Bergwestflanke liegt die Wüstung Dolmar.

### Neuzeit
1927 wurde auf dem Dolmar vom Erfinder Emil Lerp die weltweit erste Benzin-Kettensäge (Typ A) getestet, daraus entstand das Unternehmen Dolmar.
1967 wurde der Berg zum Übungsgelände der Sowjetarmee und für die Bevölkerung gesperrt. Anfang 1990 gab es eine demonstrative Wanderung von Menschen der Region auf den noch besetzten Berg mit der Forderung nach Abzug der sowjetischen Truppen. Im August 1991 zogen die sowjetischen Streitkräfte ab.
Bis Anfang der 1990er Jahre wurde Basalt für den Straßenbau aus dem Dolmar gebrochen. Der Steinbruch auf dem Berg sollte plötzlich in so umfangreichem Ausmaß von jährlich bis zu 300.000 t betrieben werden, dass vom Berg nicht mehr viel übrig geblieben wäre. Bis 1999 dauerte der Kampf um den Bergerhalt. Unter dem Motto „Rettet den Dolmar“ sammelten viele Dolmarfreunde Unterschriften gegen den Basaltabbau, der auf Druck einer Bürgerinitiative und der Anliegergemeinden zum Schutz des Naturdenkmals Dolmar eingestellt wurde.

### Jagdhaus und Charlottenhaus

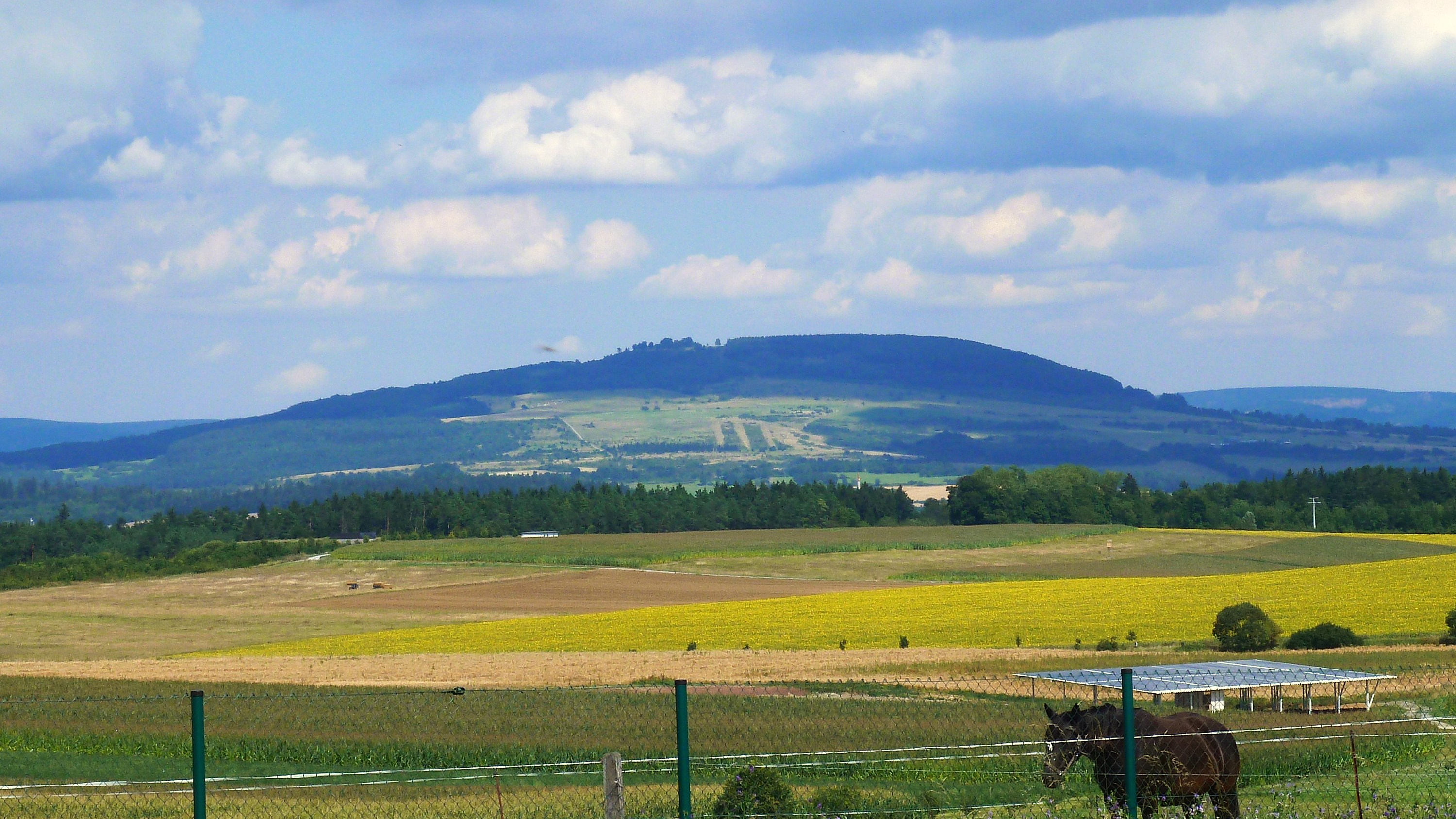
Blick von der Hochebene bei Dreißigacker nordostwärts zum Dolmar

1668 ließ Herzog Moritz von Sachsen-Zeitz etwa 400 m nordwestlich des Berggipfels auf 737,8 m Höhe ein herzogliches Jagdhaus (Jagdschloss) erbauen, das 1726 durch ein Feuer nach Blitzschlag zerstört wurde.
1882 errichtete der Thüringerwald-Verein Meiningen auf den ruinenhaften Kellermauern des einstigen Jagdhauses das Charlottenhaus. Es ist benannt nach Charlotte von Preußen, der Gemahlin des späteren Herzogs Bernhard III. von Sachsen-Meiningen. Architekt war Erwin Theodor Döbner. Die Baukosten beliefen sich auf 3755 Mark. Die Hauseinweihung fand am 10. September 1882 statt. Der Dichter Rudolf Baumbach widmete der Einweihung das Lied Frisch auf, Kameraden.
Kurz darauf wurde das Haus erweitert. Die Kosten beliefen sich auf 5926 Mark. Der Erweiterungsbau wurde am 18. Mai 1890 eingeweiht. In den Jahren 1931 bis 1933 wurde das Gebäude aufgestockt; die Einweihung nach diesem Umbau fand am 1. Juli 1933 statt.
Nach dem Zweiten Weltkrieg übernahm 1952 die DDR-Jugendorganisation Gesellschaft für Sport und Technik (GST) das Haus, das einige Jahre als Segelflugschule und Unterkunft für Segelflugschüler diente. Das Gebäude wurde geschiefert. 1967 fiel das Haus Vandalismus zum Opfer.
Nach der Gründung des Dolmarvereins wurde zunächst eine Art Schutzhütte für die Vereinsmitglieder auf dem Berg gebaut und nach sechsmonatiger Bauzeit am 8. Juni 1992 der Öffentlichkeit übergeben. Im Dezember 1996 wurde auf den Fundamenten des alten Charlottenhauses mit Erschließungsarbeiten für das heutige Haus begonnen. Am 1. Juli 1998 erfolgte die Grundsteinlegung. Am 17. Oktober 1998 wurde Richtfest gefeiert. Anlässlich der Sternwanderung vom 1. Mai 2000 wurde das Haus eröffnet. Es beherbergt den Berggasthof Charlottenhaus mit Übernachtungsmöglichkeiten und kleinem Aussichtsturm.

### Dolmarverein

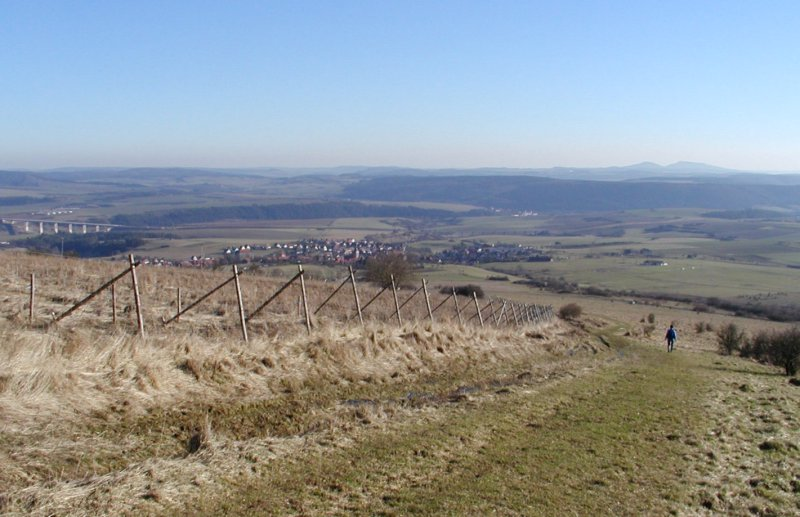
Blick vom Südhang des Dolmar vorbei an Kühndorf in Richtung der Gleichberge (max.) bei Römhild

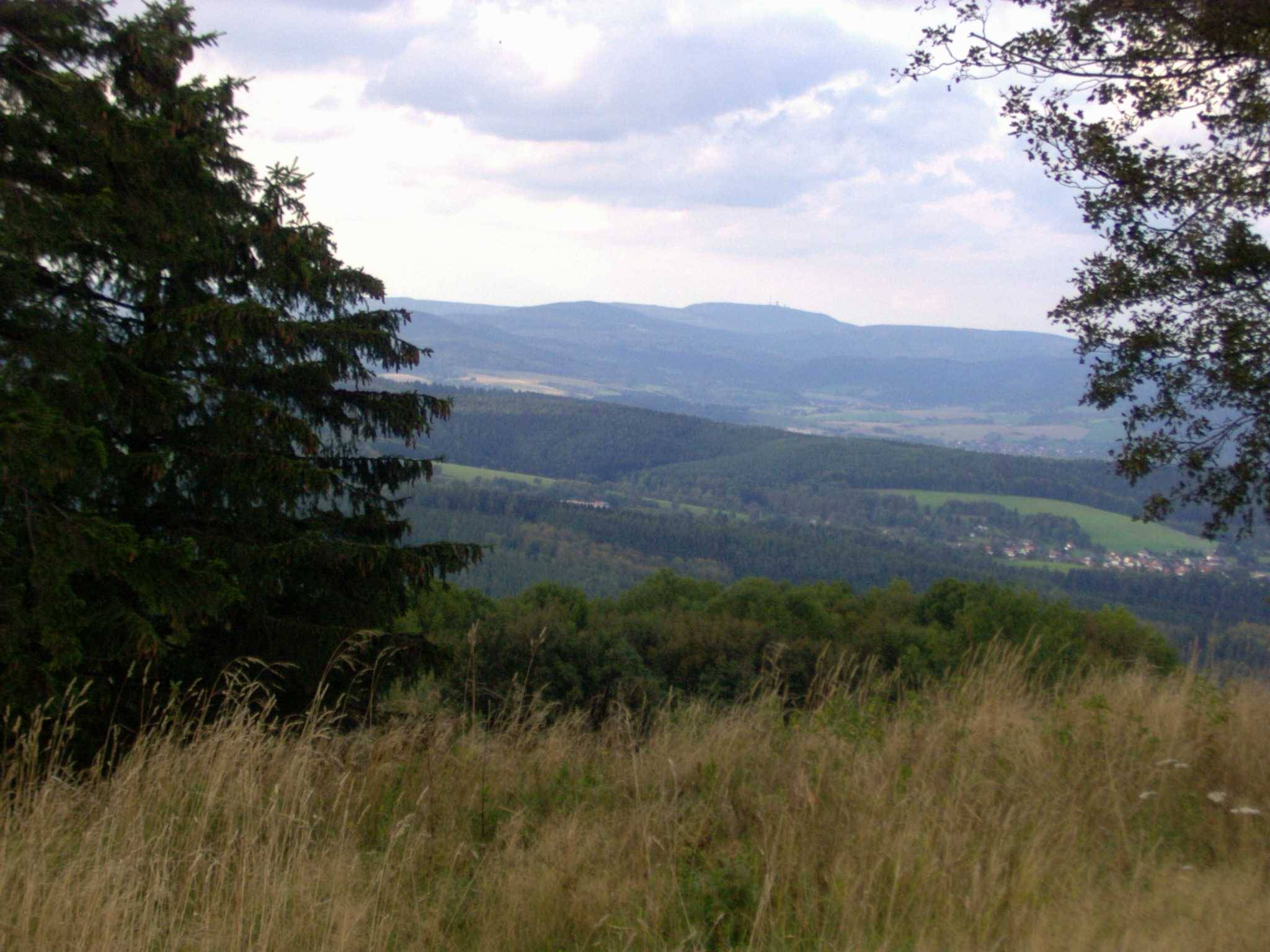
Blick nach Norden zum Großen Inselsberg im Thüringer Wald

Am 7. April 1990 wurde in Christes der Dolmarfreunde e. V. durch den ersten Präsidenten Peter Teuchert aus Rotterode von 32 Dolmarfreunden gegründet und am 7. Juni 1990 in das Vereinsregister eingetragen. Der Verein ist legitimer Nachfolger der Dolmargemeinde und erwarb Flächen auf dem Bergplateau. Sein Primärziel war und ist es, den Berg zum Wander- und Ausflugsziel zu gestalten. Alljährlich sorgt der Verein durch viele Arbeitseinsätze für dauerhafte Pflege und Ordnung auf dem Berg.

## Wandern und Aussichtsmöglichkeit
Der Dolmar ist beliebtes Ausflugsziel vieler Wanderer. Den Berg tangieren oder überqueren folgende Wanderwege (nach Länge sortiert): Keltenerlebnisweg (254 km; Meiningen–Dolmar–Bad Windsheim), Rennsteig-Dolmar-Weg (110 km; Dolmar–Oberhof–Schleusingen–Dolmar), Rhön-Rennsteig-Wanderweg (89 km; Wasserkuppe–Dolmar–Oberhof), Dolmarrundweg (50 km; rund um den Dolmar) und Schmalkalder Weg (30 km; Meiningen–Dolmar–Schmalkalden). Der meist genutzte und kürzeste Aufstieg führt von Kühndorf auf den Dolmar, es ist aber auch möglich, ihn über die Armlöcher von Utendorf aus zu erreichen oder über die Drosselleite von Metzels und Christes.
Bei guten Sichtbedingungen fällt der Blick im Norden und Osten zum Kamm des Thüringer Waldes mit Großen Beerberg, Schneekopf und Großem Inselsberg, im Westen in das Tal der Werra mit der Kernstadt von Meiningen und im Südwesten und Westen zur Rhön mit deren höchsten Erhebungen Wasserkuppe, Heidelstein und Kreuzberg. Nach Süden hin erschließt sich das Grabfeld mit den Gleichbergen.
Der Dolmar ist aufgrund seiner Topographie ein markantes Sichtziel aus großer Entfernung. Eine eindrucksvolle Sicht auf ihn hat man von der Hochebene bei Dreißigacker. Vom Autobahnparkplatz Dolmar (östlich der A 71-Brücke Rotes Tal) aus blickt man auf den Berg und Kühndorf mit der Johanniterburg Kühndorf, der einzigen erhaltenen Burg des Johanniterordens in Deutschland.

## Verkehr

### Straßen
Zu erreichen ist der Dolmar zum Beispiel von der Anschlussstelle Meiningen-Nord der Bundesautobahn 71. Von dort führt die Bundesstraße 19 in Richtung und durch Helba und dann weiter nach Meiningen. Noch vor bzw. östlich der Ortschaft zweigt die Kreisstraße 581 (ehemalige B 280) von der B 19 ab, die nordostwärts nach Kühndorf verläuft. In der Ortschaft beginnt die Dolmarstraße, die als schmale Stichstraße auf den Berg führt; sie wurde im Dezember 2002 fertiggestellt und endet in Gipfelnähe am Parkplatz beim Charlottenhaus.

### Ultraleichtfluggelände Dolmar
Am Südhang des Dolmar befindet sich das Ultraleichtfluggelände Dolmar.

## Galerie
|  |  |  |